# Laura Granville
Laura Granville (ur. 12 maja 1981 w Chicago) – amerykańska tenisistka o statusie profesjonalnym od 2001 roku.
Laura posługuje się prawą ręką, grając przy tym oburęczny backhand. Będąc w szczytowej formie, w 2003 roku była dwudziestą ósmą zawodniczką świata. W Wimbledonie w 2004 roku dotarła do czwartej rundy i jest to jej najlepszy wielkoszlemowy występ w karierze. Wygrała jeden turniej deblowy w Cincinnati w parze ze Spears (2005). W 2004 roku grała w finale turnieju w Vancouver; czterokrotnie była w półfinałach (Birmingham, dwukrotnie Memphis oraz Québec, a osiem razy w ćwierćfinale (w 2006 – Hobart i Memphis. W deblu była w finałach dwukrotnie: w Memphis (ze Spears) oraz w Strasburgu (z Kostanić).
W 1997 roku Laura zadebiutowała na turnieju ITF w Sedonie, przechodząc przez etap kwalifikacyjny. Rok później wygrała USTA National Girls do lat osiemnastu i otrzymała dziką kartę w wielkoszlemowym US Open (odpadła w pierwszej rundzie z 96 zawodniczką rankingu, Paolą Suárez). Również w 1999 grała w tym turnieju z dziką kartą. W 2000 roku wystąpiła jedynie w turnieju ITF w Hayward, gdzie dotarła do ćwierćfinału. Latem 2001 roku otrzymała licencję zawodowej tenisistki, otrzymała dziką kartę w trzech amerykańskich turniejach (w tym US Open). Zaliczyła trzy półfinały imprez ITF. Rok 2002 to jeden z lepszych sezonów w jej karierze. Wygrała dwa turnieje ITF, dwukrotnie była w finale tych imprez. W seniorskim turnieju w New Haven doszła do 1/4 finału z pozycji kwalifikantki, podobnie było w Luksemburgu. Wygrała mecze m.in. z Arantxą Sánchez Vicario, Mary Pierce czy Silvią Fariną Elią. Po raz pierwszy została sklasyfikowana w pierwszej setce rankingu WTA. W kolejnym sezonie doszła do dwóch półfinałów (Memphis i Québec). Stoczyła trzysetowy pojedynek z Mariją Szarapową, który ostatecznie przegrała. Trzecia runda w debiucie na kortach Rolanda Garrosa.
W 2004 roku dotarła do pierwszego seniorskiego finału w Vancouver, gdzie wygrała w trzech setach z Nicole Vaidišovą. W Indian Wells doszła do czwartej rundy, ulegając Fabioli Zuluadze.
2005 – półfinał w Birmingham i pierwsza wygrana deblowa w Cincinnati. Ćwierćfinał w Seulu, trzecia runda w US Open, czwarty tytuł singlowy ITF, wywalczony w Midland.
2006
I runda – Amelia Island, Charleston, French Open (z Kuzniecową)
II runda – Auckland
III runda – Indian Wells
ćwierćfinał – Hobart, Memphis (porażka z Martą Domachowską)
Wygrała szósty w karierze tytuł ITF w Charlottesville.

## Finały turniejów WTA
| Legenda                     | Legenda |
| --------------------------- | ------- |
| Wielki Szlem                |         |
| Igrzyska olimpijskie        |         |
| WTA Tour Championships      |         |
| 1988 – 2008                 |         |
| Kategoria I                 |         |
| Kategoria II                |         |
| Kategoria III               |         |
| Kategoria IV                |         |
| Kategoria V                 |         |
| 2009 – 2020                 |         |
| WTA Premier Mandatory       |         |
| WTA Premier 5               |         |
| WTA Premier                 |         |
| WTA International Series    |         |
| WTA 125K series (2012–2020) |         |

### Gra pojedyncza
| Końcowy wynik | Nr | Data             | Turniej   | Nawierzchnia | Przeciwniczka    | Wynik finału  |
| ------------- | -- | ---------------- | --------- | ------------ | ---------------- | ------------- |
| Finalistka    | 1. | 15 sierpnia 2004 | Vancouver | Twarda       | Nicole Vaidišová | 6:2, 4:6, 2:6 |

### Gra podwójna
| Końcowy wynik | Nr | Data             | Turniej    | Nawierzchnia | Partnerka        | Przeciwniczki                      | Wynik finału  |
| ------------- | -- | ---------------- | ---------- | ------------ | ---------------- | ---------------------------------- | ------------- |
| Finalistka    | 1. | 24 maja 2003     | Strasbourg | Ceglana      | Jelena Kostanić  | Sonya Jeyaseelan Maja Matevžič     | 4:6, 4:6      |
| Finalistka    | 2. | 19 lutego 2005   | Memphis    | Twarda       | Abigail Spears   | Miho Saeki Yuka Yoshida            | 3:6, 4:6      |
| Zwyciężczyni  | 1. | 24 lipca 2005    | Cincinnati | Twarda       | Abigail Spears   | Květa Peschke María Emilia Salerni | 3:6, 6:2, 6:4 |
| Zwyciężczyni  | 2. | 5 listopada 2006 | Quebec     | Twarda       | Carly Gullickson | Jill Craybas Alina Żydkowa         | 6:3, 6:4      |
| Finalistka    | 3. | 9 stycznia 2010  | Auckland   | Twarda       | Natalie Grandin  | Cara Black Liezel Huber            | 6:7(4), 2:6   |